# Westen (Dörverden)
Westen is een plaats in de Duitse gemeente Dörverden, deelstaat Nedersaksen, en telt 1300 inwoners (2002).